# Walter Haummer
Walter Haummer (* 22. November 1928; † 21. September 2008) war ein österreichischer Fußballspieler. Er nahm mit der Nationalmannschaft an der Weltmeisterschaft 1954 in der Schweiz teil.

## Karriere

### Verein
Haummer verbrachte seine gesamte Spielerkarriere von 1949 bis 1961 beim SC Wacker Wien. In 258 Meisterschaftsspielen erzielte er insgesamt 140 Tore.
Gemeinsam mit Ernst Bokon und Richard Brousek bildete Haummer eines der stärksten Angriffstrios der österreichischen Liga. In der Saison 1950/51 erzielten die drei in 24 Spielen zusammen 79 der 100 Tore für den SC Wacker.
Am 5. Juli 1951 unterlag Haummer mit dem SC Wacker Rapid Wien im Finale um den Zentropacup, der als Initiative gedacht war, den 1940 eingestellten Mitropacup wieder aufleben zu lassen. 1951, 1953 und 1956 wurde er mit Wacker österreichischer Vizemeister.

### Nationalmannschaft
Am 7. Mai 1952 debütierte Haummer im Wiener Praterstadion vor 64.000 Zuschauern im Freundschaftsspiel gegen Irland in der österreichischen Nationalmannschaft. Beim 6:0-Sieg der Österreicher steuerte er einen Treffer zum zwischenzeitlichen 4:0 bei.
Haummer gehörte dem Kader für die Weltmeisterschaft 1954 an. Im Verlauf des Turniers, das Österreich mit dem dritten Platz abschloss, wurde er jedoch nicht eingesetzt.
Im Rahmen der Qualifikation für die Weltmeisterschaft 1958 in Schweden wurde er in drei von vier Spielen eingesetzt. Nach der erfolgreichen Qualifikation wurde er jedoch nicht für das Turnier berücksichtigt.
Zwischen 1952 und 1957 bestritt Haummer 16 Länderspiele für Österreich, in denen er vier Tore erzielte.

## Ableben
Haummer verstarb am 21. September 2008 und wurde auf dem Ottakringer Friedhof bestattet.